# Réserve naturelle de Bogeda
La réserve naturelle de Bogeda est une réserve de biosphère de l'Unesco située dans la région autonome du Xinjiang en Chine.